# Santovenia (kommun)
Santovenia är en kommun i Spanien.   Den ligger i provinsen Provincia de Zamora och regionen Kastilien och Leon, i den nordvästra delen av landet, 230 km nordväst om huvudstaden Madrid. Antalet invånare är 304. Arean är 32 kvadratkilometer.
Terrängen i Santovenia är platt.